# 1. florbalová liga mužů 1996/1997
1. florbalová liga mužů 1996/1997 byla 4. ročníkem nejvyšší mužské florbalové soutěže v Česku.
Základní část soutěže odehrálo 12 týmů turnajovým systémem dvakrát každý s každým. Poprvé se hrálo play-off. Do něj postoupily první čtyři týmy základní části. Toto pravidlo platilo jen tento ročník, v dalším ročníku hrálo play-off už osm týmů. Další změnou bylo prodloužení hrací doby z třikrát 15 minut na třikrát 20 minut.
Ve finále prvního play-off zvítězil mistr předchozí sezóny, tým 1. SC SSK Vítkovice, po porážce týmu TJ Tatran Střešovice.
Nováčky v této sezoně byly týmy Crazy boys Liberec, FK Inpress Třeboň a Torpedo Havířov. Všechny tři týmy postoupily do nejvyšší soutěže poprvé a všechny se udržely.
Po čtyřech sezónách sestoupily dva z původních týmů 1. ligy, týmy North Stars Ostrava a Tatran Excalibur. Sestupující týmy byly v následující sezóně nahrazeny týmy Orka Stará Boleslav a Aligator Ostrava. Stará Boleslav postoupila poprvé z druhého místa jako náhrada za první tým Sacheza Lovosice, který se do vyšší soutěže nepřihlásil. Tým Aligator Ostrava se vrátil do 1. ligy po jedné sezóně v nižší soutěži. Dříve hrál pod názvem UHC Ostrava.
Radek Suchý z týmu Mentos VDG Praha stanovil nový rekord 47 gólů v základní části, který překonal až Jan Natov v sezóně 2018/2019, ale již ve vyšším počtu zápasů.

## Základní část
| Poř. | Tým                   | Záp. | Výh. | Rem. | Pro. | Branky    | Body | Poznámka |
| ---- | --------------------- | ---- | ---- | ---- | ---- | --------- | ---- | -------- |
| 1.   | TJ Tatran Střešovice  | 22   | 16   | 3    | 3    | 124 : 481 | 35   | play-off |
| 2.   | FBC Ostrava           | 22   | 16   | 2    | 4    | 107 : 621 | 34   | play-off |
| 3.   | 1. SC SSK Vítkovice   | 22   | 12   | 5    | 5    | 114 : 541 | 29   | play-off |
| 4.   | Mentos VDG Praha      | 22   | 10   | 7    | 5    | 176 : 721 | 27   | play-off |
| 5.   | Havlíčkův Brod Sharks | 22   | 13   | 0    | 9    | 116 : 110 | 26   |          |
| 6.   | AC Sparta CCS Praha   | 22   | 9    | 5    | 8    | 161 : 631 | 23   |          |
| 7.   | FK Inpress Třeboň     | 22   | 8    | 4    | 10   | 185 : 781 | 20   |          |
| 8.   | VSK FS Bulldogs Brno  | 22   | 8    | 4    | 10   | 176 : 901 | 20   |          |
| 9.   | Torpedo Havířov       | 22   | 8    | 2    | 12   | 189 : 771 | 18   |          |
| 10.  | Crazy boys Liberec    | 22   | 5    | 5    | 12   | 160 : 102 | 15   |          |
| 11.  | North Stars Ostrava   | 22   | 5    | 4    | 13   | 153 : 901 | 14   | sestup   |
| 12.  | Tatran Excalibur      | 22   | 0    | 1    | 21   | 147 : 172 | 1    | sestup   |

## Vyřazovací boje

### Pavouk
|  | Semifinále (na zápasy) | Semifinále (na zápasy) |                      |   | Finále (na zápasy) | Finále (na zápasy) |
|  |                        |                        |                      |   |                    |                    |
|  |                        |                        |                      |   |                    |                    |
|  | TJ Tatran Střešovice   | 2                      |                      |   |                    |                    |
|  | TJ Tatran Střešovice   | 2                      |                      |   |                    |                    |
|  | Mentos VDG Praha       | 0                      |                      |   |                    |                    |
|  | Mentos VDG Praha       | 0                      | TJ Tatran Střešovice | 1 |                    |                    |
|  |                        |                        | TJ Tatran Střešovice | 1 |                    |                    |
|  |                        | 1. SC SSK Vítkovice    | 2                    |   |                    |                    |
|  | FBC Ostrava            | 1. SC SSK Vítkovice    | 2                    | 0 |                    |                    |
|  | FBC Ostrava            |                        |                      | 0 |                    |                    |
|  | 1. SC SSK Vítkovice    | 2                      |                      |   |                    |                    |

### Semifinále
Na dva vítězné zápasy.
TJ Tatran Střešovice – Mentos VDG Praha 2 : 0 na zápasy
- 19. 4. 1997 18:30, Mentos – Tatran 2 : 3 (1:2, 1:1, 0:0)
- 13. 5. 1997 17:00, Tatran – Mentos 6 : 4 (1:2, 1:1, 4:1)

FBC Ostrava – 1. SC SSK Vítkovice 0 : 2 na zápasy
- 19. 4. 1997 18:30, Vítkovice – Ostrava 7 : 4 (3:3, 3:0, 1:1)
- 13. 5. 1997 17:00, Ostrava – Vítkovice 2 : 3 (1:0, 0:2, 1:1)

### Finále
Na dva vítězné zápasy.
TJ Tatran Střešovice – 1. SC SSK Vítkovice 1 : 2 na zápasy
- 10. 5. 1997 18:00, Vítkovice – Tatran 4 : 1 (1:0, 1:1, 2:0)
- 17. 5. 1997 18:00, Tatran – Vítkovice 4 : 2 (1:0, 1:2, 2:0)
- 18. 5. 1997 17:00, Tatran – Vítkovice 0 : 2 (0:0, 0:0, 0:2)

### O 3. místo
Na jeden vítězný zápas.
10. 5. 1997, FBC Ostrava – Mentos VDG Praha 3 : 5 (0:2, 1:1, 2:2)

### Konečná tabulka play-off
| Pořadí           | Tým                  |
| ---------------- | -------------------- |
| Zlatá medaile    | 1. SC SSK Vítkovice  |
| Stříbrná medaile | TJ Tatran Střešovice |
| Bronzová medaile | Mentos VDG Praha     |
| 4.               | FBC Ostrava          |